# Turbonilla eyerdami
Turbonilla eyerdami är en snäckart som beskrevs av Bartsch 1927. Turbonilla eyerdami ingår i släktet Turbonilla och familjen Pyramidellidae. Inga underarter finns listade i Catalogue of Life.